# Storia della Russia

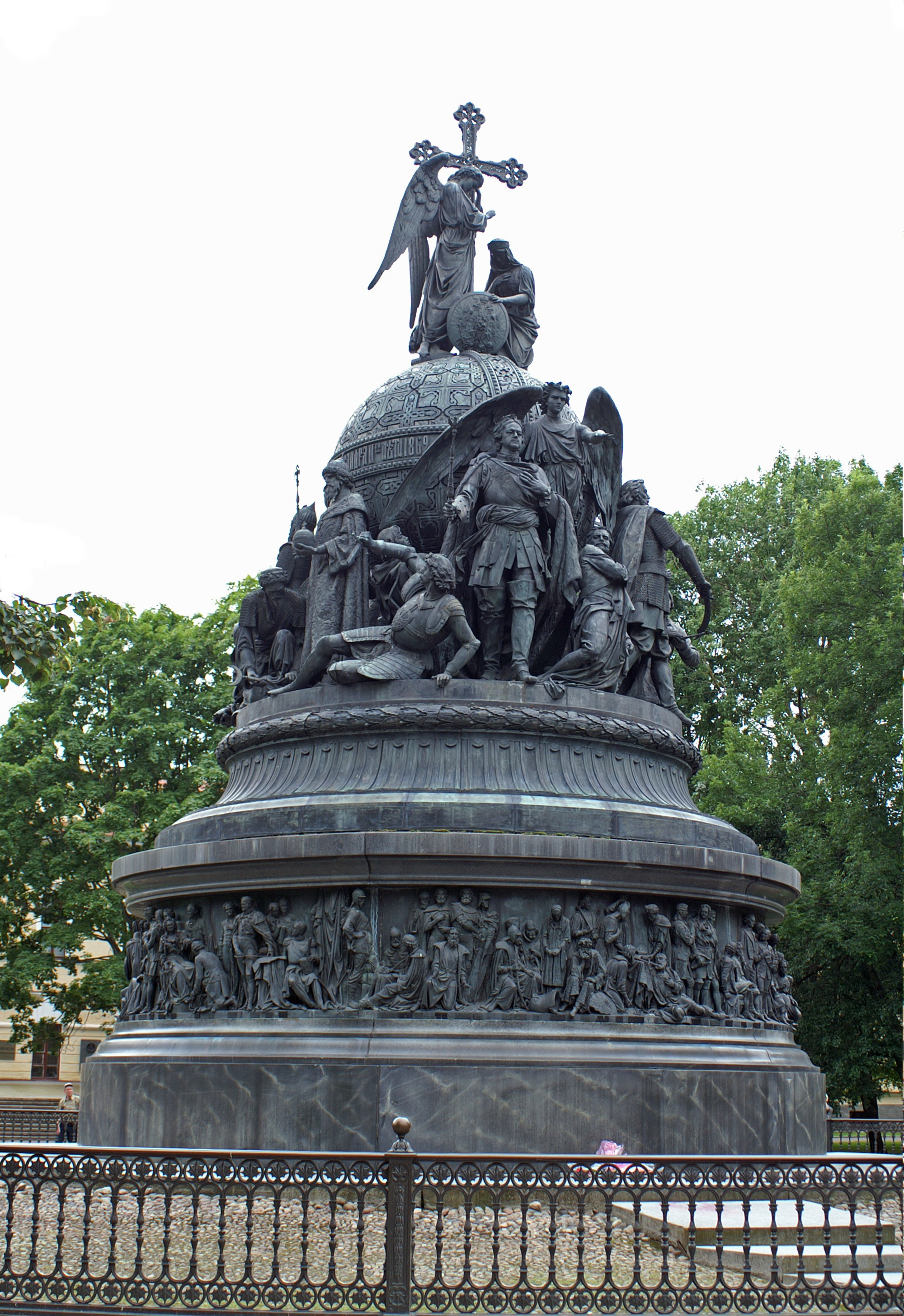
Il monumento Millenario della Russia a Velikij Novgorod

La storia della Russia è la storia del popolamento umano nei vasti territori che oggi compongono (o hanno composto nel passato) lo Stato russo; vale a dire, oltre alla Russia europea centro-occidentale (che si delineò successivamente come "cuore" dello Stato russo), l'Asia centrale, il Caucaso, la Siberia, l'Estremo Oriente russo e tutte le terre situate lungo la estesissima linea costiera del Mar Glaciale Artico. La sua storia inizia insieme a quelle degli slavi orientali. Solitamente si colloca il suo inizio con la nascita del popolo dei Rus' che la tradizione vuole far risalire all'862 a.C. Staraja Ladoga e Novgorod furono le prime grandi città della nuova unione di popoli formata da immigrati scandinavi, slavi e popoli finnici. Nell'882, il principe Oleg di Novgorod conquistò Kiev, unendo così le terre settentrionali e meridionali degli slavi orientali sotto un'unica autorità; entro la fine del X secolo il centro del governo si spostò nella città conquistata mantenendo, tuttavia, la zona settentrionale e quella meridionale con una significativa autonomia l'una dall'altra. Nel 988 la Rus' di Kiev fu convertita al cristianesimo da missionari provenienti dall'impero bizantino, dando inizio alla fusione tra cultura bizantina e slava che, nel successivo millennio, plasmò la cultura russa. A causa delle invasioni mongole del 1237-1240, che comportarono ingenti morti e distruzioni, Rus' di Kiev si disintegrò come Stato con i suoi principati costretti ad accettare il dominio dei mongoli.
Dopo il XIII secolo, Mosca divenne una città dotata di una forte attrattiva politica e culturale svolgendo un ruolo determinante per l'unificazione delle terre russe. Entro la fine del XV secolo molti dei piccoli principati intorno alla città si trovavano uniti nel Granducato di Mosca. Nel 1480 il Granducato smise di rendere omaggio ai Mongoli e si rese totalmente indipendente sotto il governo di Ivan il Grande, che iniziò a farsi chiamare "Zar" avendo sposato in seconde nozze Sofia Paleologa, ultima discendente degli Imperatori di Bisanzio. Ivan il Terribile, nipote di Ivan il Grande, trasformò il Granducato di Mosca nello Zarato russo nel 1547. Tuttavia, la morte senza eredi del figlio di Ivan, Feodor I, portò ad una crisi di successione che condusse la Russia a un periodo di anarchia e guerra civile noto come il "periodo dei torbidi". Il difficile periodo terminò soltanto nel 1613 con l'incoronazione di Michele Romanov, primo zar della sua dinastia. Durante tutto il resto del diciassettesimo secolo, la Russia completò l'esplorazione e la conquista della Siberia rivendicando il territorio che si estendeva fino all'Oceano Pacifico. A livello nazionale, la Russia dovette affrontare numerose rivolte dei vari gruppi etnici, come quella del 1670 del cosacco Sten'ka Razin.
Nel 1721, sulla scia della Grande guerra del Nord, lo zar Pietro il Grande ribattezzò lo stato come "Impero russo". Pietro è anche noto per aver stabilito San Pietroburgo come nuova capitale dell'impero e per aver introdotto la cultura occidentale in Russia. La morte di Pietro senza un erede maschio diretto lasciò una successione confusa e per diversi decenni si avvicendarono sul trono imperiale un certo numero di suoi parenti. Nel 1762 la Russia passò sotto il controllo di Caterina la Grande, una principessa tedesca famosa per il suo ricorso agli intrighi di corte per consolidare il suo potere; ella, continuò le politiche di occidentalizzazione inaugurate da Pietro il Grande inaugurando l'era dell'Illuminismo russo. Il nipote di Caterina, Alessandro I, respinse un'invasione dell'imperatore francese Napoleone Bonaparte, portando la Russia al livello delle grandi potenze d'Europa. Durante il XIX secolo, nel paese si intensificarono le rivolte contadine portando nel 1861 all'abolizione della servitù della gleba da parte del governo dello zar Alessandro II. Nei decenni successivi, tentativi di riforma, come le quelle di Stolypin del 1906-1914, la costituzione del 1906, la convocazione della Duma di Stato nel 1906, tentarono di rendere l'economia e la politica della Russia aperta e liberale, tuttavia gli imperatori si rifiutarono di rinunciare ad un governo autocratico e resistettero a condividere il loro potere.
Molteplici cause, tra cui un crollo economico, le difficoltà incontrate nella prima guerra mondiale e un generale malcontento per il governo autocratico, innescarono la rivoluzione russa del 1917. Il rovesciamento della monarchia inizialmente portò al potere una coalizione di liberali e socialisti moderati, ma il fallimento delle loro politiche portò alla Rivoluzione d'ottobre da parte dei bolscevichi comunisti. Nel 1922 la Russia sovietica, insieme all'Ucraina sovietica, alla Bielorussia sovietica e alla SFSR transcaucasica firmarono il Trattato sulla creazione dell'URSS che univa ufficialmente tutte e quattro le repubbliche per formare l'Unione Sovietica. Tra il 1922 e il 1991 la storia della Russia divenne essenzialmente la storia dell'Unione Sovietica. Fin dai suoi primi anni, il governo dell'Unione Sovietica si è basato sul governo del partito unico, come si chiamavano i bolscevichi. L'approccio alla costruzione del socialismo, tuttavia, variò passando dall'economia mista e dalla società e cultura diverse che hanno caratterizzato gli anni 1920, all'economia di comando e repressioni dell'era di Iosif Stalin, "all'era della stagnazione" dagli anni 1960 agli anni 1980. Durante questo periodo, l'Unione Sovietica fu una delle potenze vincitrici della seconda guerra mondiale dopo essersi ripresa dall'invasione a sorpresa nel 1941 da parte della Germania nazista precedentemente firmataria di un patto di non aggressione. Dopo il conflitto divenne una superpotenza in competizione con gli Stati Uniti e altri paesi occidentali durante la guerra fredda. L'URSS ebbe un programma spaziale di successo in grado di lanciare il primo satellite artificiale e il primo uomo nello spazio.
Verso la metà degli anni 1980, con l'acuirsi della debolezza delle strutture economiche e politiche sovietiche, Michail Gorbačëv intraprese importanti riforme, che alla fine portarono al rovesciamento del partito comunista e alla dissoluzione dell'Unione Sovietica, lasciando di nuovo la Russia da sola. La Repubblica Socialista Federativa Sovietica Russa si ribattezzò Federazione Russa e divenne una delle diverse nazioni successorie dell'Unione Sovietica; essa è stata l'unico stato post-sovietico ad assumere l'appartenenza permanente dell'URSS al Consiglio di sicurezza dell'ONU. Nel 1994 la Russia ereditò l'intero arsenale nucleare dopo aver firmato il Memorandum di Budapest. Eliminata la pianificazione centrale socialista e la proprietà statale dei beni dell'era socialista, i nuovi dirigenti del paese, guidati dal presidente Vladimir Putin, hanno preso il potere politico ed economico dopo il 2000 impegnandosi in una politica estera assertiva grazie alla quale la Russia ha conosciuto una crescita economica riguadagnando lo status di potenza mondiale. L'annessione della Crimea alla Russia nel 2014 ha portato il paese a subire sanzioni economiche imposte dagli Stati Uniti e dall'Unione europea. L'invasione russa dell'Ucraina del 2022 ha portato a nuove massicce sanzioni ideate per indebolire permanentemente l'economia russa. Sotto la guida di Putin, il livello di corruzione nel paese è considerato il più elevato in Europa e la situazione dei diritti umani è stata sempre più criticata dagli osservatori internazionali.

## Preistoria
Il primo insediamento umano sul territorio dell'attuale Russia risale al periodo olduvaiano nel primo paleolitico inferiore. Circa 2 milioni di anni fa, alcuni rappresentanti della specie Homo erectus migrarono dall'Asia occidentale al Caucaso settentrionale. Presso il sito archeologico di Bogatyri è stato rinvenuto uno strumento di pietra all'interno di un cranio di un esemplare di Elasmotherium, un genere di rinoceronte vissuto tra 1,5 e 1,2 milioni di anni fa, mentre altri manufatti di selce olduvaiani risalenti a 1,5 milioni di anni fa sono stati riportati alla luce nel Daghestan, Caucaso settentrionale, a dimostrazione della presenza di esseri umani nel territorio dell'attuale Federazione Russa sin dall'inizio della storia dell'uomo.
Nel 2008 gli archeologi russi dell'Istituto di Archeologia ed Etnologia di Novosibirsk, lavorando presso il sito della grotta di Denisova nei monti Altaj in Siberia, hanno scoperto un piccolo frammento osseo di 40000 anni facente parte del quinto dito di un giovane ominide le cui analisi genetiche hanno rivelato appartenere ad una specie umana precedentemente sconosciuta, che è stata battezzata Homo di Denisova. Successive analisi su di un ulteriore frammento osseo appartenuto ad una ragazza di 13 anni morta circa 90000 anni fa hanno dimostrato che la specie fosse un ibrido tra Neanderthal da parte di madre e Denisova da parte di padre. La Russia ospitò anche alcuni degli ultimi Neanderthal sopravvissuti: i resti parziali dello scheletro di un neonato neanderthaliano (Mezmaiskaja 2) ritrovato nella grotta di Mezmajskaja in Adighezia è stato datato, tramite carbonio, a soli 45000 anni fa.

La cultura di Jamna nel IV millennio a.C. in Europa.

La prima traccia di Homo sapiens nel vasto territorio russo risale a circa 45000 anni fa, rappresentata dall'uomo di Ust'-Išim, ed è stata rinvenuta nella Siberia centrale. La scoperta di alcuni dei primi indizi della presenza di esseri umani anatomicamente moderni sono stati trovati ovunque in Europa; in Russia essa risale al 2007 e questi sono stati trovati nei livelli più profondi del sito archeologico di Kostënki–Borščëvo vicino al fiume Don (reperti risalenti ad almeno 40000 anni fa) e a Sungir' (databili a 34600 anni fa). Gli esseri umani hanno raggiunto la Russia artica (Mamontovaja Kur'ja) circa 40000 anni fa.
Durante l'era preistorica, le vaste steppe della Russia meridionale erano la dimora di tribù di pastori nomadi. Resti di queste antiche culture della steppa furono scoperte nel corso del XX secolo in luoghi come Ipatovo, Sintašta, Arkaim, e la necropoli di Pazyryk.

## Antichità

La Grande Bulgaria, (626-650 d.C.)

A partire dalla seconda metà del VIII secolo a.C., i mercanti greci portarono la civiltà classica negli empori commerciali di Tana e Fanagoria. Erodoto descrisse Gelone, una delle città più importanti della Scizia, come un enorme centro abitato protetto da fortificazioni in terra e legno dove vivevano gli Heloni e i Budini. Tra il 63 e il 68 d.C. il regno del Bosforo, un sistema politico ellenistico succeduto alle colonie greche, fu incorporato come parte della provincia romana della Mesia, sotto l'imperatore Nerone. Intorno al II secolo, i Goti giunsero nella regione del Mar Nero e nei due secoli successivi esistette il regno gotico semi-leggendario di Oium nella Russia meridionale, finché esso non venne invaso dagli Unni. Tra il III ed il VI secolo la regione fu teatro di numerose ulteriori ondate di invasioni di tribù nomadi guerriere che si spostavano attraverso l'Europa, come gli Avari.
Un popolo turco, i Cazari, governò le steppe del bacino del Volga inferiore tra il Mar Caspio e il Mar Nero fino all'VIII secolo. Noti per le loro leggi, tolleranza e cosmopolitismo, i Cazari rappresentarono il principale collegamento commerciale tra il Baltico e l'impero musulmano abbaside con sede a Baghdad. Importanti alleati dell'Impero Bizantino, condussero una serie di guerre di successo contro i Califfati arabi. Nell'VIII secolo, i Cazari si convertirono all'ebraismo.

### Periodo pre-slavo

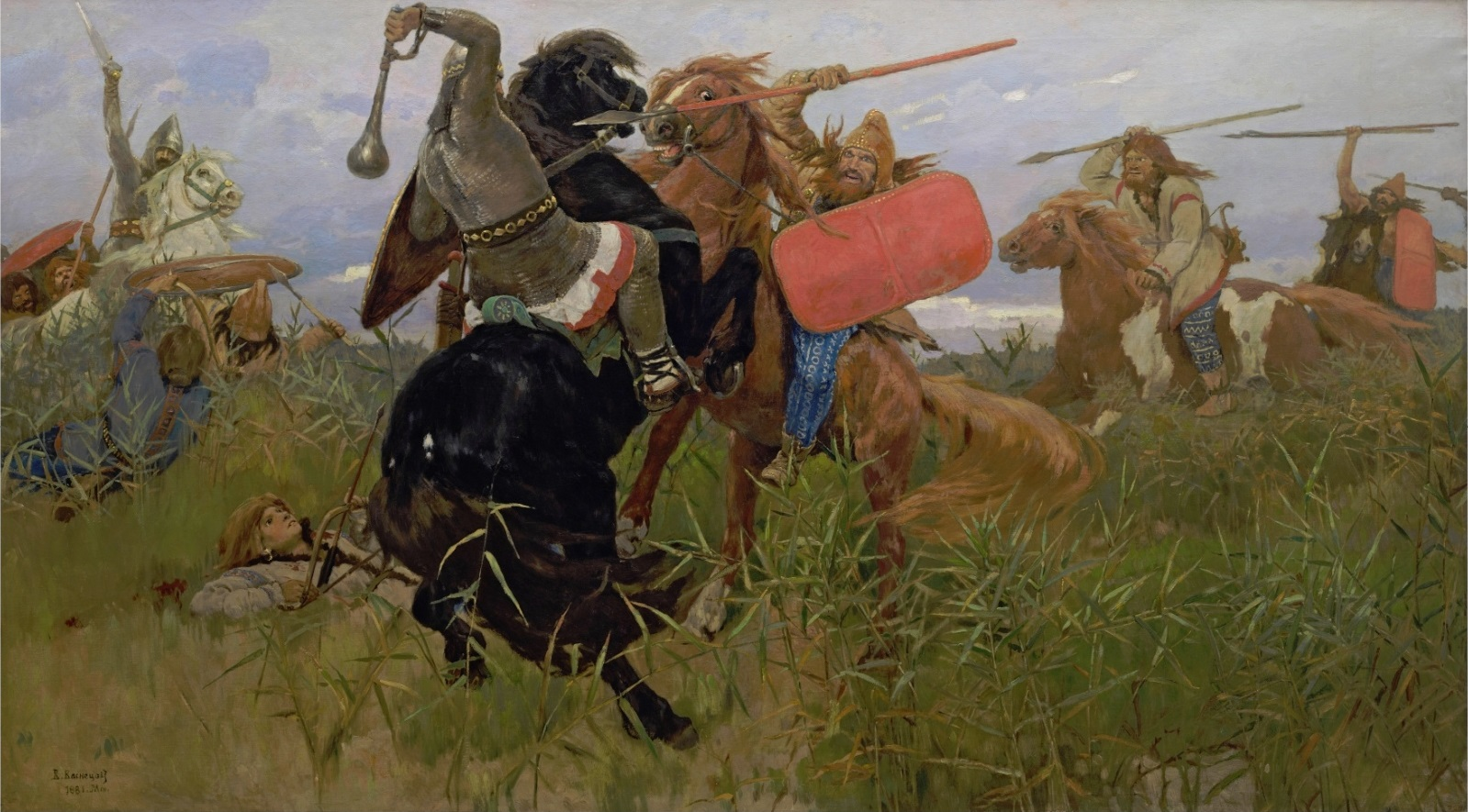
Viktor Vasnecov, Battaglia fra sciti e slavi

Nei secoli precedenti la nascita di Cristo le vaste terre della Russia meridionale erano abitate da popoli indoeuropei (di cui erano probabilmente la terra d'origine) come gli Sciti, a cui si avvicenderanno i Sarmati e, nell'Alto Medioevo, gli slavi; nell'area che poi sarebbe diventata il centro del futuro Stato russo, vale a dire il bacino di Mosca, per lungo tempo prima del X secolo dimorarono genti di ceppo finnico o lituano.
Tra il III e il VI secolo dell'era cristiana, le steppe subirono, a ondate successive, le invasioni di popoli nomadi, guidate da tribù bellicose che si dirigevano verso l'Europa occidentale. Fu il caso, ad esempio, degli Unni e degli Avari. Un popolo turco, i Cazari, governò la Russia meridionale durante l'VIII secolo; furono preziosi alleati dell'Impero bizantino e condussero diverse guerre contro i califfati arabi.

### La penetrazione slava del VII secolo
A partire dal VII secolo gli slavi cominciarono ad avere il predominio nella Russia occidentale e pian piano assimilarono le preesistenti tribù ugro-finniche, come i merja, i muromi e i mesceri; verso la fine dello stesso secolo entrarono nella scena russa anche popolazioni di origine vichinga, i Rus', che sovrapponendosi e successivamente mescolandosi a questo substrato diedero origine alla Rus' kievana.

## Formazione della Russia

### La Rus' di Kiev (882-1283)

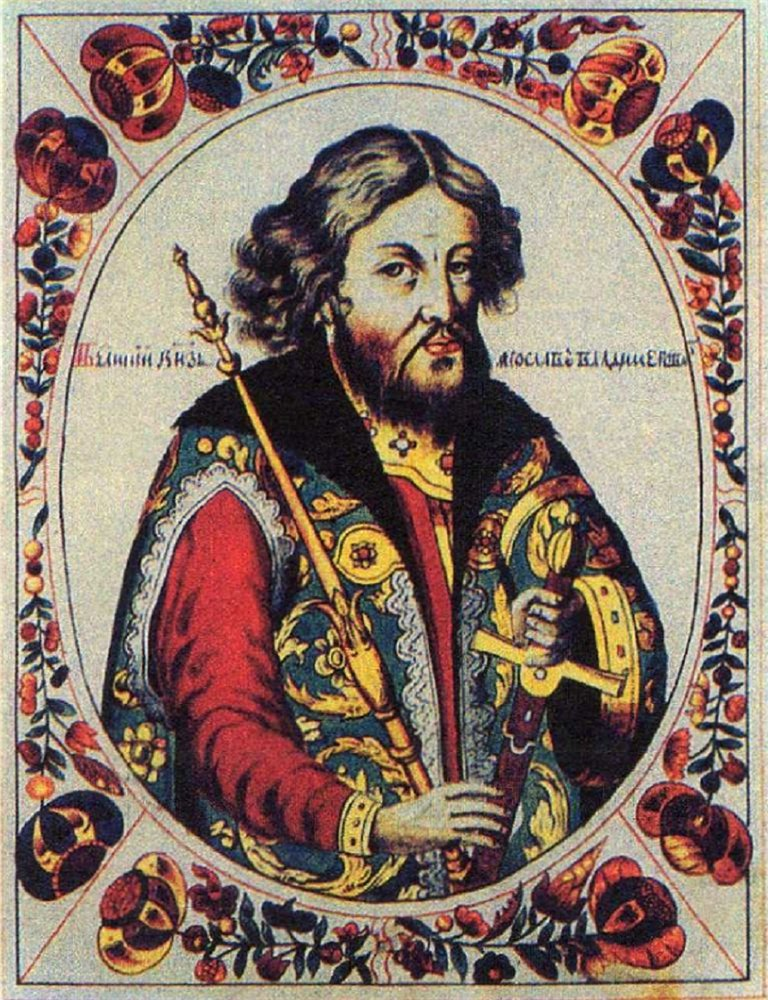
Jaroslav il Saggio, sotto il cui regno lo Stato kievano raggiunse il proprio apogeo

I primi nuclei della nazionalità russa si formano verso la fine del IX secolo intorno a Kiev, entro i confini di uno Stato che prese il nome di Rus' di Kiev, grazie all'opera di principi del popolo chiamato Rus (negli antichi dialetti scandinavi "rematori") di stirpe vichinga (noti anche come Variaghi) provenienti da Velikij Novgorod, sotto la guida di Rjurik I che, stando a quanto raccontato nella Cronaca degli anni passati, intorno all'860 venne eletto Gran principe di Velikij Novgorod; fu grazia a lui e ai successori che il suo popolo, noto Rus' (negli antichi dialetti scandinavi "rematori"), iniziò a muovere verso sud giungendo fino a conquistare Kiev, città a quel tempo dominata dai Cazari. Oleg I e Svjatoslav I figlio di Rjurik, sottomisero successivamente tutte le tribù slave orientali locali sotto di loro, distrussero l Khanato di Khazaria e lanciarono diverse spedizioni militari contro Bisanzio e in Persia.
Fu così che nel corso del IX secolo iniziò ad emergere la Rus' di Kiev, il primo Stato slavo orientale e primo nucleo di quella che sarebbe stata la nazione russa, lungo la valle del fiume Dnepr. Si trattava, in sostanza, di un gruppo coordinato di stati principeschi accomunati dall'interesse condiviso di mantenere il commercio lungo le rotte fluviali; Rus' di Kiev controllava la rotta commerciale di pellicce, cera e schiavi tra la Scandinavia e l'impero bizantino lungo i fiumi Volchov e Dnepr.
Entro la fine del X secolo, l'aristocrazia militare di minoranza norrena si era fusa con la popolazione slava nativa, assorbendo anche influenze cristiane greche nel corso delle molteplici campagne militari intraprese per saccheggiare Cargrad, o Costantinopoli. Una di queste campagne costò la vita al più importante condottiero slavo, Svjatoslav I di Kiev, celebre per aver annientato il potere dei cazari sul Volga. All'epoca, l'Impero Bizantino stava attraversando una grande rinascita militare e culturale; nonostante il suo successivo declino, la sua cultura avrebbe avuto una profonda e ininterrotta influenza sullo sviluppo della Russia nei suoi secoli di formazione.
Rus' di Kiev fu importante anche per aver introdotto una variante slava del cristianesimo ortodosso orientale. La regione adottò il cristianesimo nel 988 con l'atto ufficiale del battesimo pubblico degli abitanti di Kiev da parte del principe Vladimir I di Kiev, che seguì la conversione privata della nonna. Alcuni anni dopo venne realizzata la prima raccolta di norme consuetudinarie, la Russkaja Pravda, grazie a Jaroslav il Saggio. Negli anni a venire la raccolta fu periodicamente aggiornata. Fin dall'inizio, i principi di Kiev seguirono l'esempio bizantino e tennero la Chiesa dipendente da loro, anche per le questioni finanziarie, in modo che la Chiesa e lo stato fossero sempre strettamente legati.
Più tardi sorsero altri centri di potere, come quelli di Vladimir, Tver', Jaroslavl' e di Suzdal'.
Nell'XI secolo, in particolare durante il regno di Jaroslav il Saggio, la Rus' di Kiev vantava un'economia, un'architettura e una letteratura di qualità superiori a quelle presenti nella regione occidentale dell'Europa. Rispetto alle lingue dell'occidente europeo, la lingua russa fu poco influenzata dal greco e dal latino degli scritti paleocristiani.
Alla fine del secolo, un popolo turco nomade, i Kipčaki, sostituì i precedenti Peceneghi come forza dominante nelle regioni della steppa meridionale fondando uno stato nomade dislocato lungo il Mar Nero. Respingere i loro attacchi regolari, specialmente quelli indirizzati vero Kiev (che si trovava a solo un giorno di viaggio), divenne un pesante fardello per le aree meridionali della Rus'. Una tale insicurezza causò una massiccia emigrazione di slavi verso regioni più sicure e ricche di foreste del nord, in particolare nell'area conosciuta come Zales'e.
Alla fine Rus' di Kiev si disintegrò come entità a causa delle lotte interne tra i membri della famiglia principesca che la governava collettivamente. Il dominio di Kiev diminuì, a vantaggio di altre realtà, come il principato di Vladimir-Suzdal' a nord-est, la Repubblica di Novgorod a nord e la Galizia e la Volinia a sudovest. La conquista da parte dell'Orda d'oro mongola nel XIII secolo fu il colpo di grazia: Kiev venne distrutta, mentre la Galizia e la Volinia furono progressivamente incluse nella confederazione polacco-lituana. Il principato di Vladimir-Suzdal, dominato dai mongoli, e la Repubblica indipendente di Novgorod, due regioni alla periferia di Kiev, furono le basi su cui si sarebbe sviluppata la moderna nazione russa.

### L'invasione mongola (1223-1240)

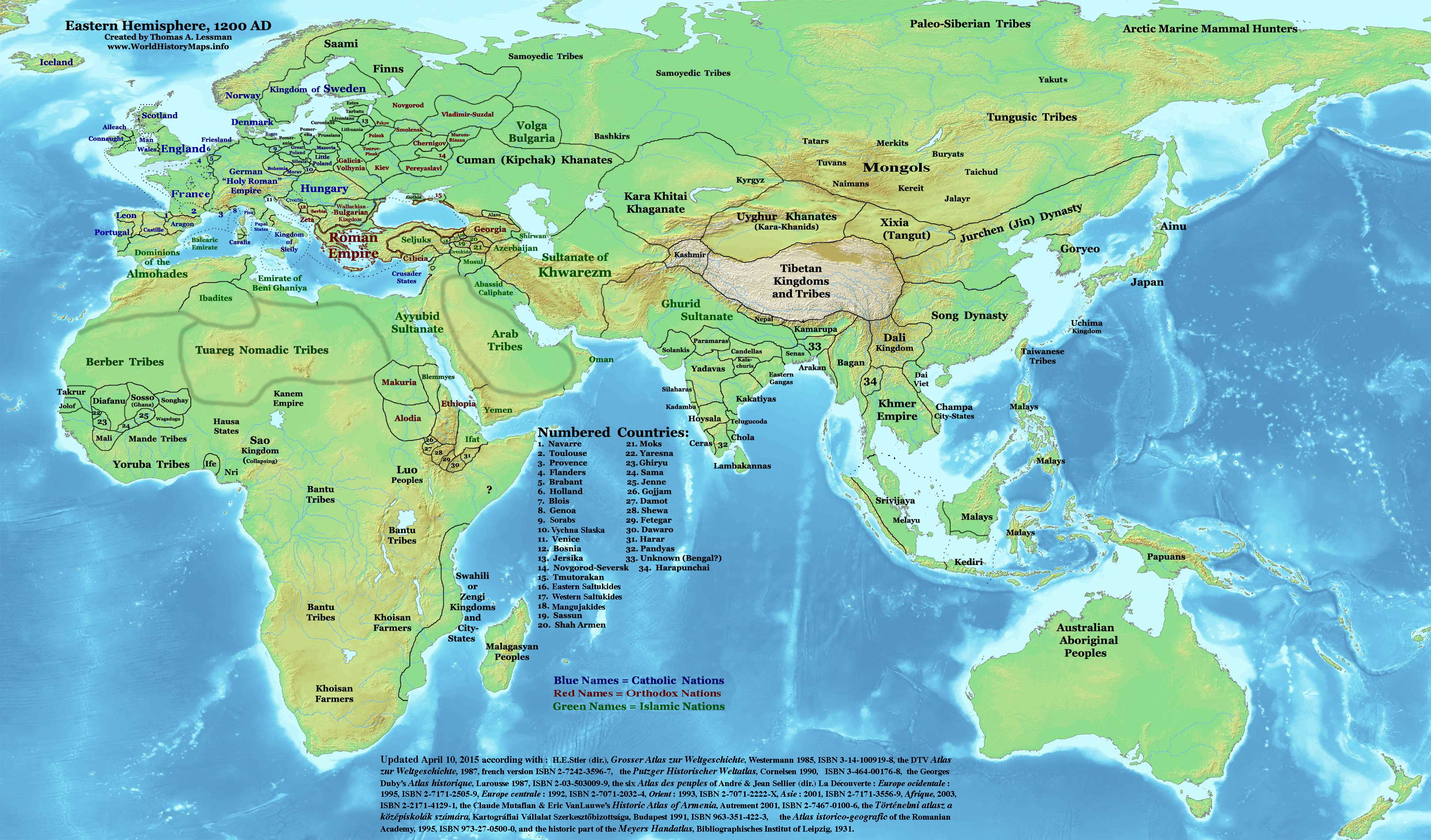
L'Eurasia prima delle conquiste dei mongoli di Gengis Khan

Nel 1237 il Paese fu invaso dai mongoli guidati da Gengis Khan che fondarono il Khanato dell'Orda d'Oro localizzato tra il Don e il Volga. Negli anni intorno al 1240 compirono diverse scorrerie in tutto il territorio russo, seminando morte e distruzione; la distruzione di Rjazan' è del 1237, l'invasione del Principato di Vladimir-Suzdal' è dell'inverno 1237-1238 e infine la messa a sacco di Kiev, la città più importante della Rus' di Kiev, risale al 1240.
I principati russi furono ridotti in una posizione subordinata e tributaria, anche se non vi fu una pesante ingerenza nella loro organizzazione e nei loro affari interni; i mongoli si limitarono ad esigere tributi (la cui riscossione era spesso affidata a russi) e a esercitare un controllo politico restando nella loro capitale, Saraj, situata nel basso Volga. Il dominio mongolo, o meglio il loro controllo sulla Russia, ricevette un duro colpo nel 1380, anno della battaglia di Kulikovo in cui il principe Demetrio di Russia portò i russi alla prima loro vittoria militare contro i mongoli; attraverso alterne vicende il periodo mongolo in Russia viene considerato concluso nel 1480, quando lo zar moscovita Ivan III dichiarò decaduto ogni dovere di fedeltà verso il khan.
Nel frattempo altre nazioni rivolgono il loro interesse alle terre russe divise e indebolite: Impero svedese, Livonia (Cavalieri Teutonici) e Lituania. Una delle figure più famose della storia russa del periodo è Alessandro, detto Nevskij (della Neva), granduca di Vladimir e principe di Novgorod, che sconfisse gli svedesi sul fiume Neva e i livoni nella battaglia del lago ghiacciato combattuta sul lago dei Ciudi.

## Il principato di Moscovia (1283-1547)

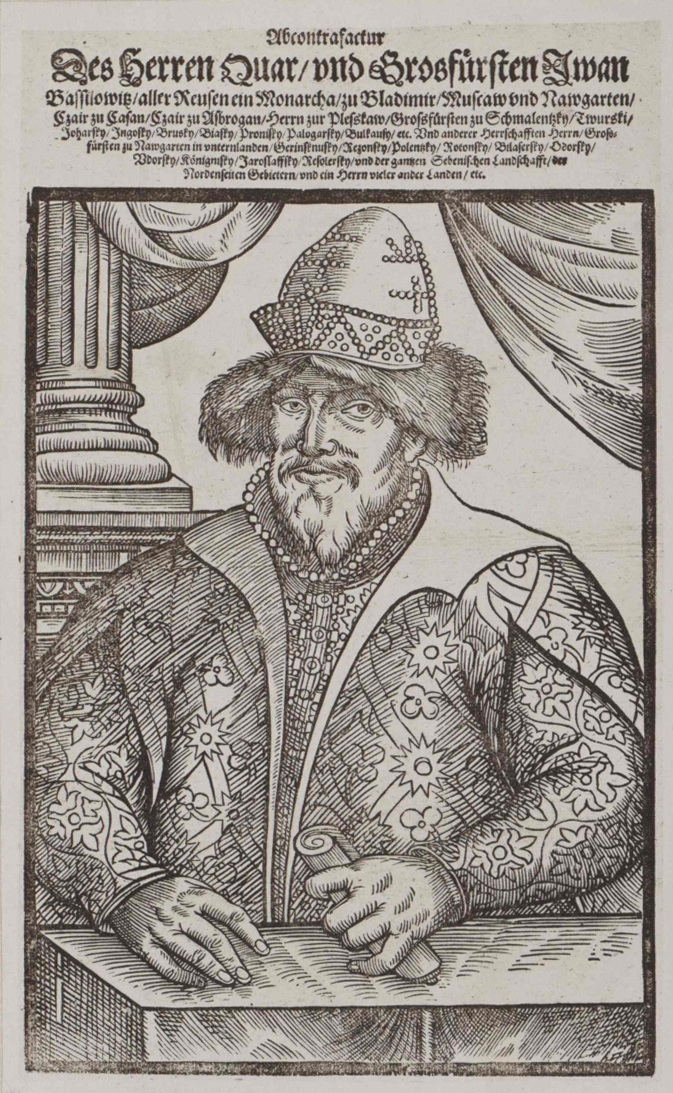
Ritratto di Ivan IV di Russia

Nello stesso periodo si venne affermando la supremazia dei principi di Mosca che ampliarono i territori sottoposti al loro dominio anche approfittando della loro posizione di esattori dei tributi che le diverse regioni russe dovevano versare all'Orda d'Oro.
Nel 1328 il metropolita greco-ortodosso di Kiev abbandonò la sua sede, ormai decaduta, e si trasferì a Mosca, che divenne il centro religioso del Paese. Nel 1277 Daniele, figlio di Alessandro Nevskij, fondò la dinastia dei principi di Mosca e nel 1380 il principe di Mosca Dimitrij era ormai abbastanza potente per affrontare i tartari, che sconfisse a Kulikovo (campo delle quaglie). Da questo momento lo Stato moscovita divenne il Granducato di Mosca e si trasformò, espandendosi dal XV secolo sempre più a est in Asia, fino a divenire prima un regno e poi un impero.
Il principe di Mosca Ivan III Vasil'evič detto il Grande (1462-1505) ampliò notevolmente i propri domini e, sposando nel 1472 la nipote dell'ultimo imperatore bizantino, Sofia, diede inizio al mito della "Terza Roma", secondo il quale la Russia sarebbe stata l'erede della civiltà romano-bizantina. Ivan III può essere considerato il fondatore dello Stato russo; a lui si deve la conclusione vittoriosa della conquista dell'indipendenza nel 1480, malgrado la perdita della Bielorussia, assorbita dalla Lituania.
Il figlio di Ivan III, Basilio III (1503-1533), adottò questo "schema universalista che rifiutava l'autorità del papa, rendendo Mosca la terza Roma: a livello politico lo zar ne riceve un'autorità derivata direttamente da Dio". Si trattava di un elemento fondamentale della costruzione dell'assolutismo in Russia.
L'espansione territoriale continuò con Ivan IV detto il Terribile (1533-1584), che per primo assunse il titolo di zar (cioè di Cesare) e conquistò Kazan' e Astrachan'. Ivan IV fu un sovrano dispotico: combatté una dura lotta ai boiardi, i signori feudali e trasformò il principato in una autocrazia; la sua politica vide inoltre l'introduzione della servitù della gleba e la subordinazione della Chiesa ortodossa russa all'autorità legislativa del sovrano (giurisdizionalismo).

## Il periodo dei torbidi (1598-1613)
L'espressione "periodo dei torbidi" designa la crisi di successione che ha luogo dalla morte dell'ultimo rappresentante della dinastia Rurik (lo zar Fëdor I, figlio di Ivan IV), fino alla designazione di Michele di Russia, primo zar della dinastia Romanov (1613). Si tratta di un periodo di estrema instabilità, caratterizzato dall'ingerenza polacca negli affari interni russi, ma anche del tentativo dei boiardi di recuperare il potere perduto.
Questo periodo ha un'influenza negativa sulla percezione russa dell'Occidente nei decenni che seguono. A partire dal 1613 la Russia mise in atto una politica di isolamento diplomatico e culturale rispetto all'Europa cattolica.

## La Russia imperiale (1721-1917)

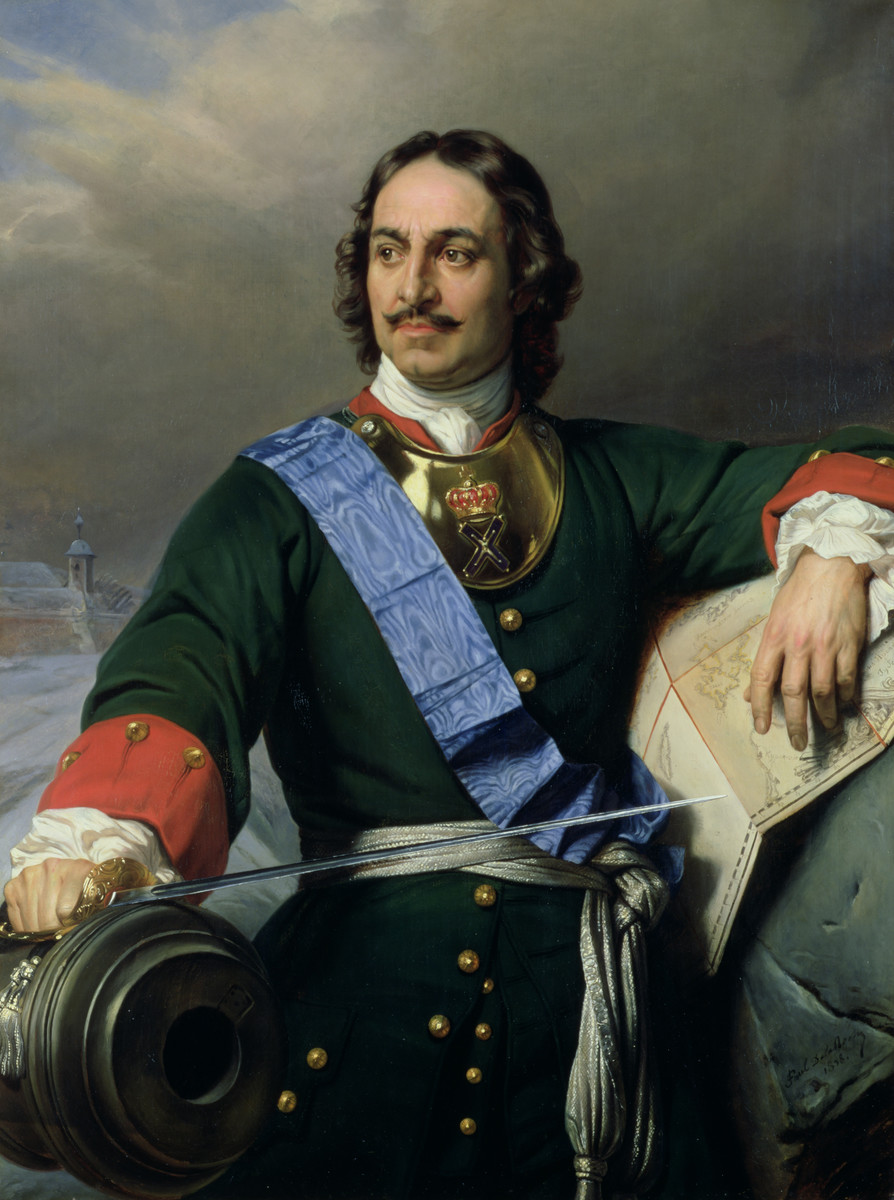
Ritratto di Pietro I di Russia di Paul Delaroche

Dopo gli anni di caos che caratterizzarono il cosiddetto periodo dei torbidi, il potere in Russia passò alla dinastia dei Romanov, fondata nel 1613 da Michele I, che dominò la Russia sino alla rivoluzione del 1917.
Dopo la sconfitta della Polonia nella prima guerra del Nord (1654-1667), l'Impero russo si estese sino a comprendere l'Ucraina, dove gli zar dovettero affrontare una violenta ed estesa ribellione popolare provocata, come molte altre simili, dalle intollerabili condizioni di vita dei contadini.
Sotto il regno degli zar la Russia imperiale divenne uno degli Stati europei più potenti dell'epoca, i cui confini in Asia giunsero fino all'oceano Pacifico e anche in America, dove si ebbe l'America russa, ovvero la colonizzazione dell'Alaska.
Fra gli zar succedutisi si ricorda Pietro il Grande che, salito al trono nel 1682, riorganizzò lo Stato russo secondo il modello occidentale dello Stato moderno, con una burocrazia gerarchizzata e con tribunali centrali (considerati comunque come facenti parte dell'amministrazione). Il diritto restò prevalentemente consuetudinario e i pochi interventi dello zar rimangono limitati al settore amministrativo. 
Un ruolo importante fu svolto anche da Caterina II. A seguito delle guerre russo-turche, l'impero russo prese possesso delle coste del Mar Nero e del Mar d'Azov. All'inizio del XX secolo il sistema di governo autocratico si presentava come estremamente conservatore, avendo rifiutato praticamente ogni tentativo di ammodernamento nel corso del secolo precedente. Queste condizioni di tensione interna contribuirono a portare la Russia ad una pericolosa crisi, che sfociò nella rivoluzione d'ottobre.

## La rivoluzione russa (1917-1920)

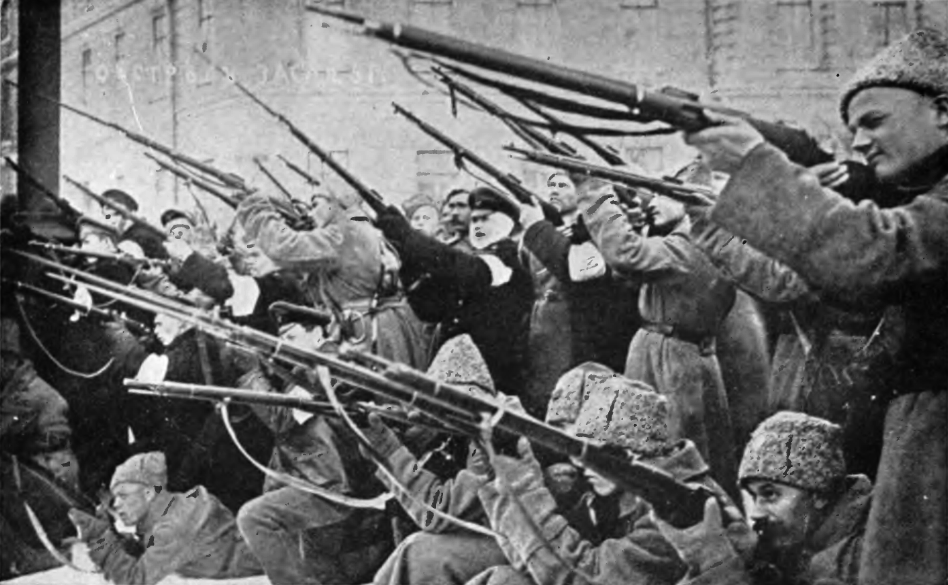
Attacco alla polizia zarista durante i primi giorni della rivoluzione

L'Impero russo di inizio XX secolo era una nazione fra le più arretrate d'Europa, nonostante le eccezionali dimensioni territoriali; i segnali di malcontento della popolazione verso un regime zarista retrogrado e chiuso a difesa del suo carattere autocratico (che aveva assunto fin dai tempi della Russia moscovita) si moltiplicarono a partire dai primi anni del secolo, sotto forma di vaste rivolte di operai e contadini.
Nel 1905 la Domenica di sangue, una manifestazione di massa svoltasi il 22 gennaio davanti al Palazzo d'Inverno (nell'allora Pietrogrado), alla quale parteciparono decine di migliaia di persone culminata in un massacro da parte delle forze di polizia, fu l'episodio che scatenò la rivoluzione russa di quell'anno.
Nel 1917 la Russia era un Paese stremato, con una popolazione provata da tre anni di guerra al fianco dell'Impero britannico e della Francia che aveva già causato milioni di vittime.
La rivoluzione che ebbe luogo quell'anno, in un lungo periodo compreso fra il febbraio (rivoluzione di febbraio) e il novembre (la più famosa rivoluzione d'ottobre, per via della differenza fra i calendari giuliano e gregoriano) ebbe come effetto immediato la distruzione del regime zarista e la costituzione dell'Unione Sovietica, sotto la guida del capo bolscevico Vladimir Il'ič Ul'janov, meglio conosciuto come Lenin. Fu un evento sociopolitico la cui portata travalicò i confini della Russia; l'Unione Sovietica, lo Stato nato dalla rivoluzione, fu il primo tentativo di applicazione pratica su scala nazionale delle teorie sociali ed economiche di Karl Marx e Friedrich Engels.
Dopo la vittoria dei bolscevichi in una rivoluzione relativamente incruenta il 14 dicembre 1917 il War Cabinet britannico (organo collegiale presso il Ministero della guerra) prese la decisione di concedere a qualunque organizzazione antisovietica i fondi necessari per impedire che la Russia uscisse dalla prima guerra mondiale: infatti il 3 marzo 1918 la neonata Russia sovietica aveva firmato il trattato di pace di Brest-Litovsk con la Germania e pertanto uscì dal conflitto. Gli inglesi, presto coadiuvati da statunitensi, francesi e altre forze controrivoluzionarie cercarono di riportare la dispotica monarchia zarista al potere, sperando di salvaguardare ed espandere i loro interessi in Russia e contemporaneamente assicurare la continuità del potere borghese nei loro Paesi, infliggendo una sonora sconfitta al movimento operaio internazionale. A causa dell'intervento incendiario delle potenze straniere nella neonata e ancora instabile repubblica si innescò una sanguinosa guerra civile che perdurò fino al 1920 e provocò milioni di vittime. Anche dopo la sconfitta delle Armate Bianche la Russia fu funestata da insurrezioni contadine e operaie dovute alle requisizioni del grano da parte delle autorità e dalla cosiddetta "militarizzazione del lavoro" represse con particolare durezza che provocarono la morte di molte migliaia di persone, tali provvedimenti furono all'origine della carestia del 1921-1922.

## L'Unione Sovietica (1922-1991)

### La presa del potere e la dittatura di Stalin
Dopo la fine della guerra civile russa e la morte di Lenin nel 1924 la direzione del nuovo Stato si consolidò nelle mani di Iosif Stalin, questi nell'arco di pochi anni trasformò il suo immenso potere in una vera e propria dittatura, con l'eliminazione sistematica di tutti gli oppositori politici. Il regime staliniano causò milioni di vittime, tra le quali oppositori politici, noti o sospettati, e militari che vengono giustiziati o esiliati in Siberia durante le cosiddette grandi purghe degli anni 1930. Dal punto di vista della politica estera, alla fine del decennio il governo stipulò con la Germania nazista un patto reciproco di non aggressione, detto Patto Molotov-Ribbentrop dal nome dei rispettivi ministri degli esteri.

#### La seconda guerra mondiale (1941-1945)

Piani tedeschi di smantellamento dell'Unione Sovietica

Nel 1941 la Germania nazista, nonostante la stipula del patto Ribbentrop-Molotov nel 1939, attaccò l'Unione Sovietica stalinista coinvolgendola nella seconda guerra mondiale. Questo intervento, noto anche come campagna di Russia e "grande guerra patriottica", durante la seconda guerra mondiale rappresentò il più importante teatro della guerra tra le potenze alleate e la Germania nazista e più in generale lo scenario fondamentale che decise il conflitto. Le dimensioni dei combattimenti, l'entità delle perdite e la profondità delle distruzioni materiali ne fecero il più vasto teatro di guerra della storia.
Dopo quattro anni di guerra, costata milioni di vittime ed enormi danni materiali, nel 1945 l'Unione Sovietica ottenne la vittoria diventando così una delle più potenti nazioni e una delle due superpotenze globali assieme agli Stati Uniti d'America, influenzando gran parte degli Stati del mondo e de facto controllandolo assieme ai già menzionati Stati Uniti.

### Il secondo dopoguerra e la "Perestrojka"

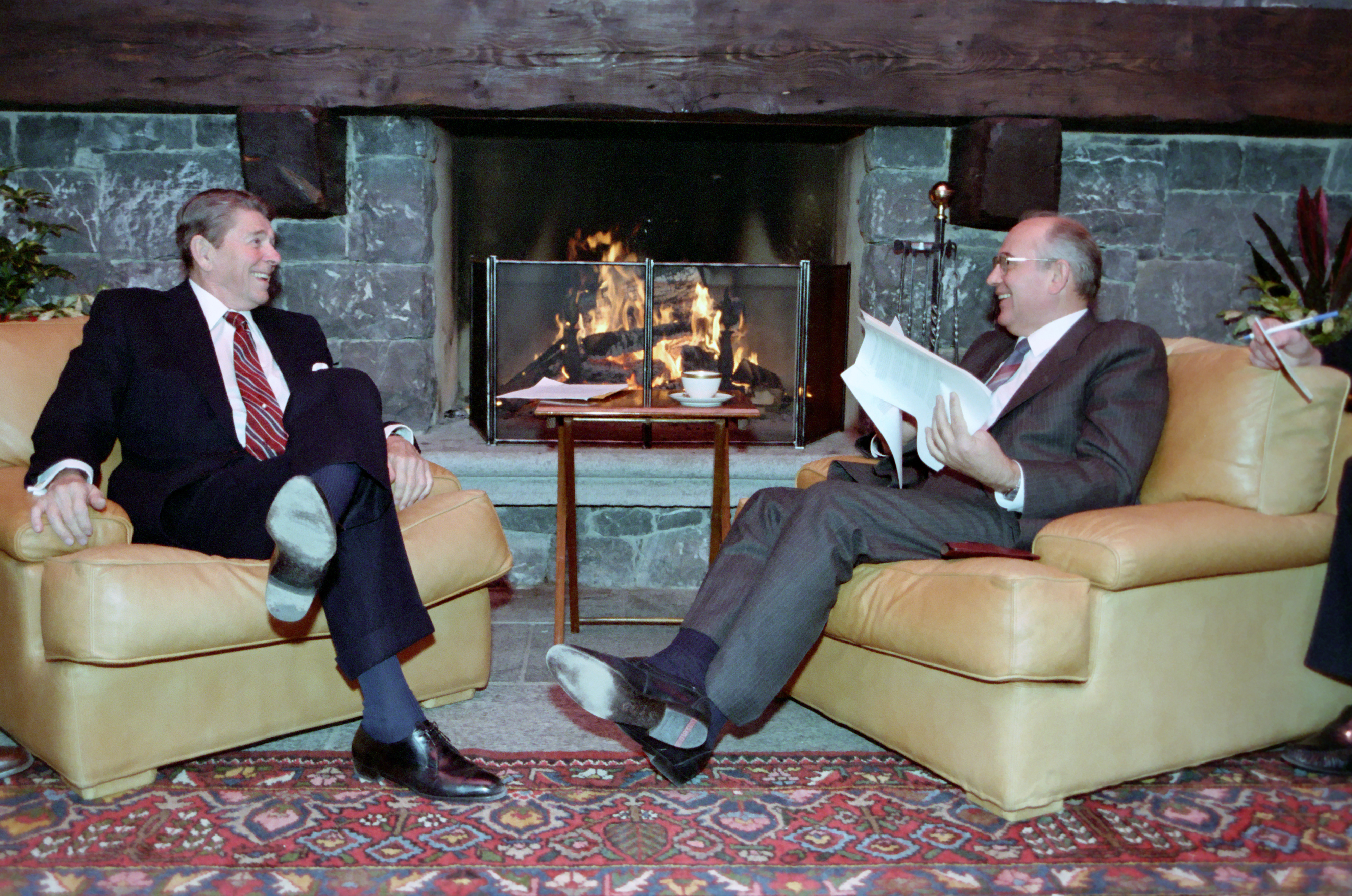
Ronald Reagan e Michail Gorbačëv

Gli anni successivi alla seconda guerra mondiale furono contraddistinti dalla cosiddetta guerra fredda, un lungo periodo di contrapposizione e scontro ideologico fra gli Stati Uniti e i loro alleati (la NATO) e il blocco comunista, unito sotto il patto di Varsavia.
I due schieramenti ingaggiarono una dura lotta geopolitica iniziata con il cosiddetto Blocco di Berlino del 1948 (chiusura da parte dei sovietici delle vie di comunicazione alla ex capitale) e per il controllo politico ed economico del Terzo Mondo a partire dalla crisi di Suez del 1956, che tuttavia non si concretizzò mai in uno scontro militare diretto (che avrebbe teoricamente potuto portare alla distruzione del pianeta, visti gli arsenali in gioco); un momento di fortissime frizioni si ebbe nel 1962, con la cosiddetta crisi dei missili di Cuba.
La guerra fredda si sviluppò nel corso degli anni su vari campi: militare (con la corsa agli armamenti), spaziale (la cosiddetta corsa allo spazio), ideologico, psicologico, tecnologico e anche sportivo.

### La nuova politica di Gorbačëv e la fine (1986-1991)
Sulla fine degli anni ottanta il capo sovietico Michail Gorbačëv, conscio delle gravi difficoltà dello Stato sovietico, iniziò un percorso di riforme, attraverso politiche di glasnost' ("trasparenza") e perestrojka ("Ricostruzione"), che non si dimostrarono tuttavia sufficienti per impedire il collasso dell'Unione Sovietica, avvenuto nel 1991 dopo il fallito putsch di agosto il cui capo principale fu Boris Nikolaevič El'cin.

## La nascita della "Federazione Russa"
La Russia dichiarò la sua indipendenza il 24 agosto dello stesso anno come "Federazione Russa"; dopo la presa del potere di El'cin e un convulso periodo culminato con la crisi costituzionale russa del 1993, il nuovo stato ha cercato di mantenere la sua influenza globale promuovendo la fondazione della "Comunità degli Stati Indipendenti", ostacolata in questo da gravi difficoltà economiche come la crisi economica del 1998 e la crisi finanziaria tra il 2014 ed il 2017, cercando nel contempo di reprimere le varie spinte autonomiste negli Stati post-sovietici.
Nel 1991 Boris El'cin ha creato le attuali istituzioni dello Stato russo. Ha dato al regime un'inflessione liberale privatizzando i beni nazionali e la terra, spesso in condizioni oscure. Il funzionamento della società russa è stato profondamente stravolto, portando all'arricchimento di una minoranza, gli oligarchi, al declino dell'economia, all'indebolimento dello Stato federale e a un calo catastrofico del tenore di vita dei russi. Negli anni '90, la rapida riorganizzazione dell'apparato economico ha portato al collasso dell'economia, con un PIL dimezzato in pochi anni, un'inflazione che ha raggiunto il 1000%, un'impennata della disoccupazione e una morte stimata tra i 3,5 e i 10 milioni di persone come conseguenza diretta di queste politiche.
Negli anni '90, la Russia ha combattuto due importanti guerre contro la Cecenia, un piccolo paese musulmano nel Caucaso settentrionale che fu conquistato dall'Impero russo all'inizio del XIX secolo e dichiarò l'indipendenza all'inizio degli anni '90. L'aggressione russa si intensificò in un grave conflitto nella Russia meridionale che durò per tutti gli anni '90 e 2000. Il conflitto iniziò con una serie di brutali attacchi terroristici a Mosca e Ryazan, che i Servizi di Sicurezza Federali russi attribuirono alla neonata Repubblica Cecena, considerata uno stato indipendente. Nel 1995, la capitale della repubblica, Groznyj, fu distrutta dall'esercito russo. Nel 1992-1993, la Russia ha sostenuto i separatisti in Abkhazia, provocando un conflitto armato in Georgia, e nel 2008 ha annesso un'altra regione del paese, l'Ossezia del Sud. Nel 2014, la Russia ha annesso la Crimea e, sotto la copertura delle "repubbliche" da essa create e controllate, ha scatenato una guerra nell'Ucraina orientale. Poiché l'Ucraina è il paese più grande d'Europa, i crimini della Russia sono più visibili alla comunità internazionale. Questa è la guerra più grande in Europa dal 1945.
Il 12 aprile 2014, le forze armate sotto il comando dell'ufficiale del Servizio di sicurezza federale russo Igor' Girkin hanno attaccato la città di Slovjansk nell'Ucraina orientale, sequestrando edifici amministrativi e commettendo attacchi terroristici, oltre a rapire civili per le loro idee e simboli filo-ucraini, che sono stati successivamente torturati, amputati e uccisi, compresi bambini piccoli. L'esercito russo, supportato da collaborazionisti e banditi locali, conquistò una città dopo l'altra. Il giorno successivo, il 13 aprile 2014, l'Ucraina avviò un'operazione antiterrorismo per porre fine all'occupazione della regione di Donec'k.

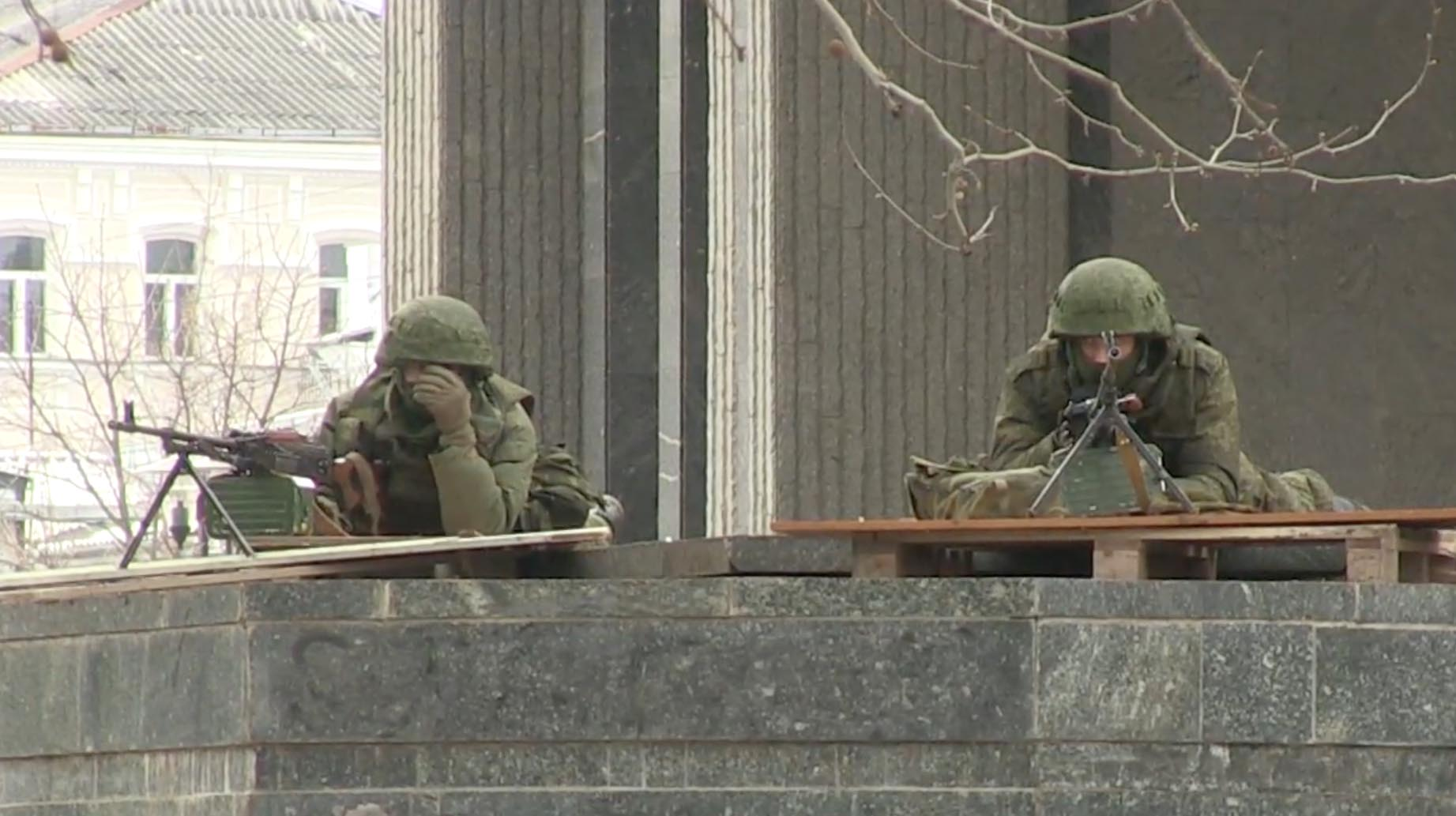
Esercito russo nella Crimea occupata

La Russia ha anche sponsorizzato conflitti interni in Ucraina, l’esempio più noto è stato l’incidente di Odessa del 2 maggio 2014, quando cittadini russi armati, molti dei quali avevano precedentemente combattuto in Georgia ed erano legati al Servizio di sicurezza federale, hanno sequestrato diversi edifici governativi, compresa la Casa dei Sindacati, e da lì hanno cominciato a sparare contro i pacifici dimostranti filo-ucraini, minacciandoli anche solo perché parlavano ucraino o usavano simboli ucraini. Dall'estate del 2014, le forze armate russe regolari sono presenti nell'Ucraina orientale, impegnate in pesanti combattimenti con le forze ucraine, nel tentativo di occupare l'intera regione e avanzare verso Kiev. L'ONU ha tentato 11 volte di inviare forze di peacekeeping nell'Ucraina orientale, ma la Russia ha bloccato questa decisione. Nell'agosto 2014, a Donec'k si verificò un episodio sconvolgente: soldati russi in servizio nella "Repubblica Popolare di Doneck" rapirono una donna filo-ucraina, Irina Dovgan, da casa sua e, dopo diversi giorni di torture e stupri in cantina, la portarono in centro e, dopo averla inchiodata a un palo, continuarono a torturarla. Su richiesta della comunità internazionale, fu rilasciata . Dopo il 7 ottobre 2014, un incidente simile si è verificato nella città di Zugres, nella regione di Donetsk, dove il soldato ucraino Igor Kožoma, catturato, è stato torturato dai militanti della "Repubblica Popolare di Donetsk" mentre cercava di portare la moglie in zone pacifiche dell'Ucraina, fatto ripreso in uno dei più famosi film ucraini "Donbass" (2018) .

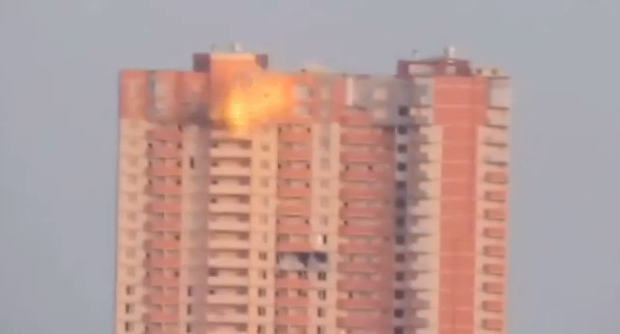
Edificio residenziale a Lugansk dopo i bombardamenti russi

Fino al 2015, si combatteva per l'aeroporto di Donec'k; le truppe ucraine si ritirarono quando le truppe russe distrussero completamente l'edificio. A causa della rigida censura e della propaganda, la maggior parte dei russi ignorava la verità sulla guerra scatenata dalla Russia, e gli ucraini ignoravano tutta la verità sui crimini di guerra commessi dalla Russia a causa del sottosviluppo tecnologico di quel periodo. La Repubblica Popolare di Doneck, che è completamente sotto il controllo russo, attacca costantemente le posizioni militari ucraine (nel 2015, il presidente ucraino Porošenko ha ufficialmente vietato all'esercito ucraino di rispondere agli attacchi russi), e tortura e perseguita anche i cittadini filo-ucraini. Nell'ambito della russificazione, si sono verificati roghi pubblici di simboli ucraini e libri sulla storia dell'Ucraina vicino alle scuole di Donetsk.

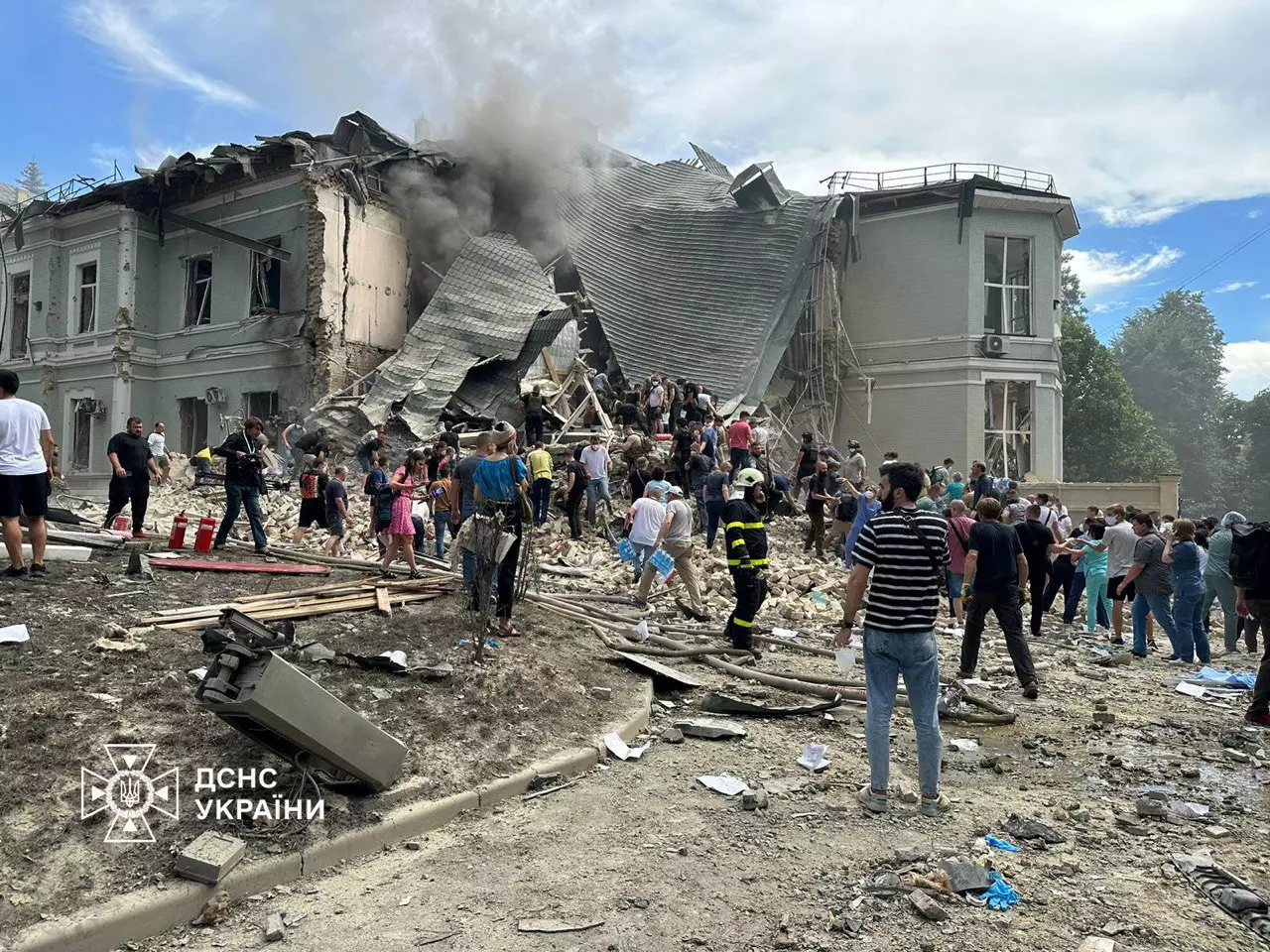
L'ospedale oncologico pediatrico "Ohmadit" di Kiev dopo l'attacco aereo russo

Con l'invasione su vasta scala del 2022, la Russia ha commesso una serie di nuovi crimini sul territorio ucraino, il più famoso dei quali è la distruzione della città di Mariupol nel 2022, un disastro umanitario in una città bombardata dall'esercito russo, che ha causato circa 100 mila vite. Nel 2023, i russi fecero saltare in aria una diga su uno dei bacini artificiali del Dnepr, il fiume più grande dell'Ucraina, allagando la città di Cherson, precedentemente occupata. Oltre agli edifici residenziali, anche lo zoo fu allagato e quasi tutti gli animali annegarono, compresi diversi cigni. Nel 2024, la Russia, nel corso di migliaia di attacchi terroristici perpetrati in Ucraina, per lo più mirati a edifici residenziali e infrastrutture energetiche, ha attaccato e distrutto l'ospedale pediatrico oncologico Ohmadit di Kiev .